# Província de Nimruz
La província de Nimruz (balutxi/paixtu/persa: نیمروز) és una divisió administrativa de l'Afganistan al sud-oest del país; el seu nom vol dir 'migdia' (sud) en persa. La superfície és de 41.005 km² i la població de 149.000 (estimació del 2002), amb un 61% de balutxis (i brahuis) i un 27% de paixtus. És la província menys poblada i amb població més dispersa i inclou el desert de Dasht-i Margo. La província fou coneguda com a Chakhansur fins al 1968, quan la nova organització provincial la va designar com a Nimruz. La capital n'és Zarandj. El 1995, els talibans la van ocupar i els que se'ls oposaven, manats pel brahui Abdul Karim, es van retirar a l'Iran; Zarandj fou recuperada poc després però els talibans la van recuperar; llavors, la capital es va traslladar a Ghurghuri, de majoria paixtu. El 2001, va quedar sota ocupació americana, que encara continua i Zarandj tornà a ser-ne capital.

## Districtes

Districtes de Nimruz

| Districte        | Capital           | Població | Àrea |
| ---------------- | ----------------- | -------- | ---- |
| Chahar Burjak    |                   | 8.080    |      |
| Chakhansur       |                   | 11.165   |      |
| Kang             |                   | 13.514   |      |
| Khash Rod        |                   | 35.381   |      |
| Zaranj o Zarandj | Zarandj (capital) | 49.851   |      |